# Lietavská Svinná-Babkov
Lietavská Svinná-Babkov (em húngaro: Litvaszinye-Babkó) é um município da Eslováquia, situado no distrito de Žilina, na região de Žilina. Tem 18,3 km² de área e sua população em 2018 foi estimada em 1.740 habitantes.

## Demografia
| Ano:        | 1994 | 2004   | 2014   | 2024   |
| ----------- | ---- | ------ | ------ | ------ |
| Broj ljudi: | 1491 | 1562   | 1714   | 1725   |
| Razlika:    |      | +4,76% | +9,73% | +0,64% |

| Ano:               | 2023 | 2024   |
| ------------------ | ---- | ------ |
| Número de pessoas: | 1717 | 1725   |
| Diferença:         |      | +0,46% |